# Pośrednie Gerlachowskie Wrótka
Pośrednie Gerlachowskie Wrótka, także Pośrednie Gierlachowskie Wrótka (słow. Gerlachovská priehyba) – przełączka znajdująca się w masywie Gerlacha w słowackich Tatrach Wysokich. Jest ona jedną z dwóch przełączek odgraniczających Pośredni Gerlach od Małego Gerlacha (drugą przełączką są Niżnie Gerlachowskie Wrótka). Dokładnie oddziela ona Pośredni Gerlach od mało znaczącej Gerlachowskiej Czuby. Północno-wschodnie stoki opadają do Żlebu Karczmarza w Dolinie Wielickiej, południowo-zachodnie do Batyżowieckiego Żlebu.
Na siodło tejże przełączki nie prowadzą żadne znakowane szlaki turystyczne, jest ona dostępna jedynie dla taterników.
Pierwsze wejścia na Pośrednie Gerlachowskie Wrótka miały miejsce zapewne podczas pierwszych wejść na główny wierzchołek Gerlacha.

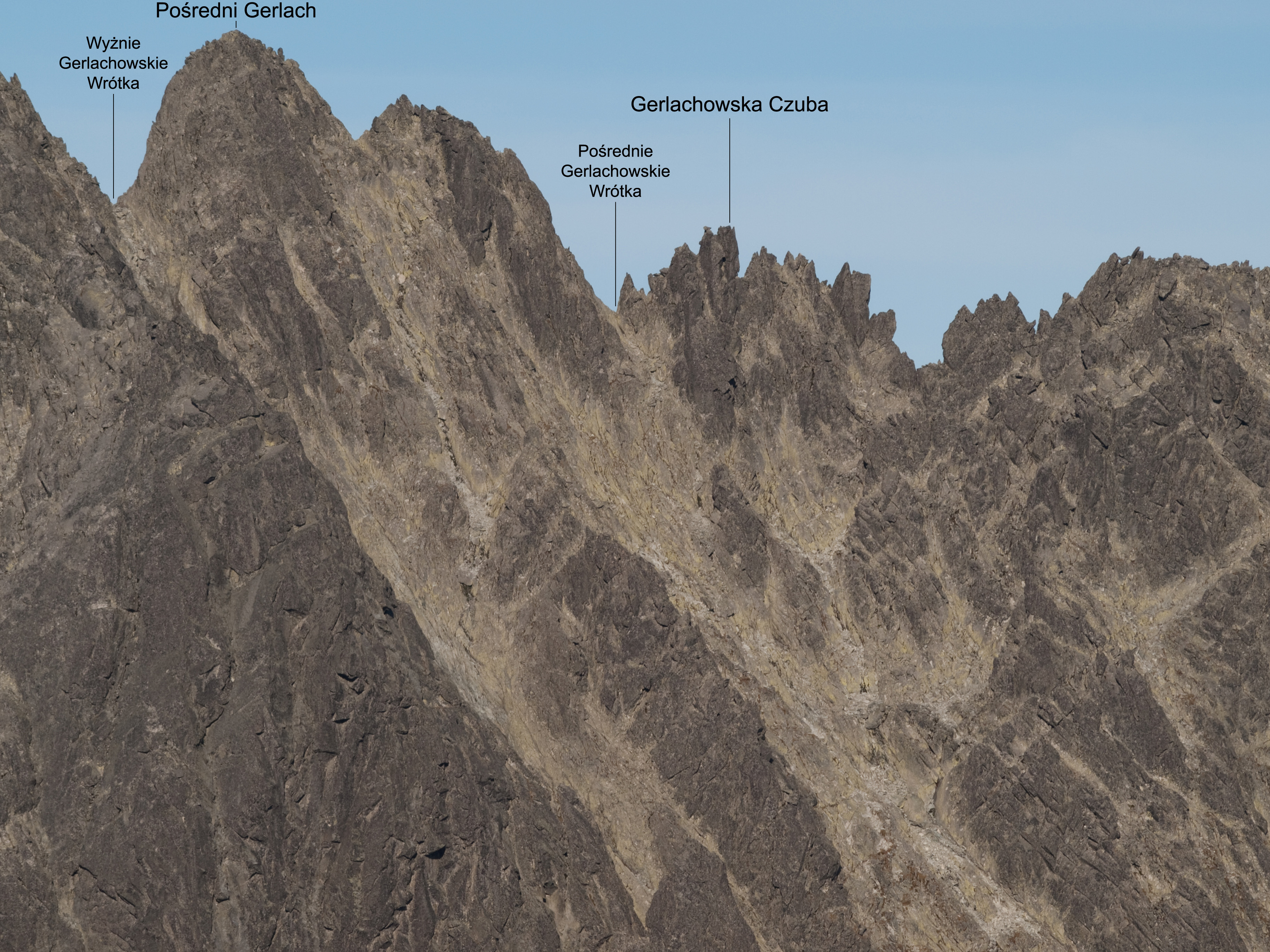
Widok z Doliny Batyżowieckiej
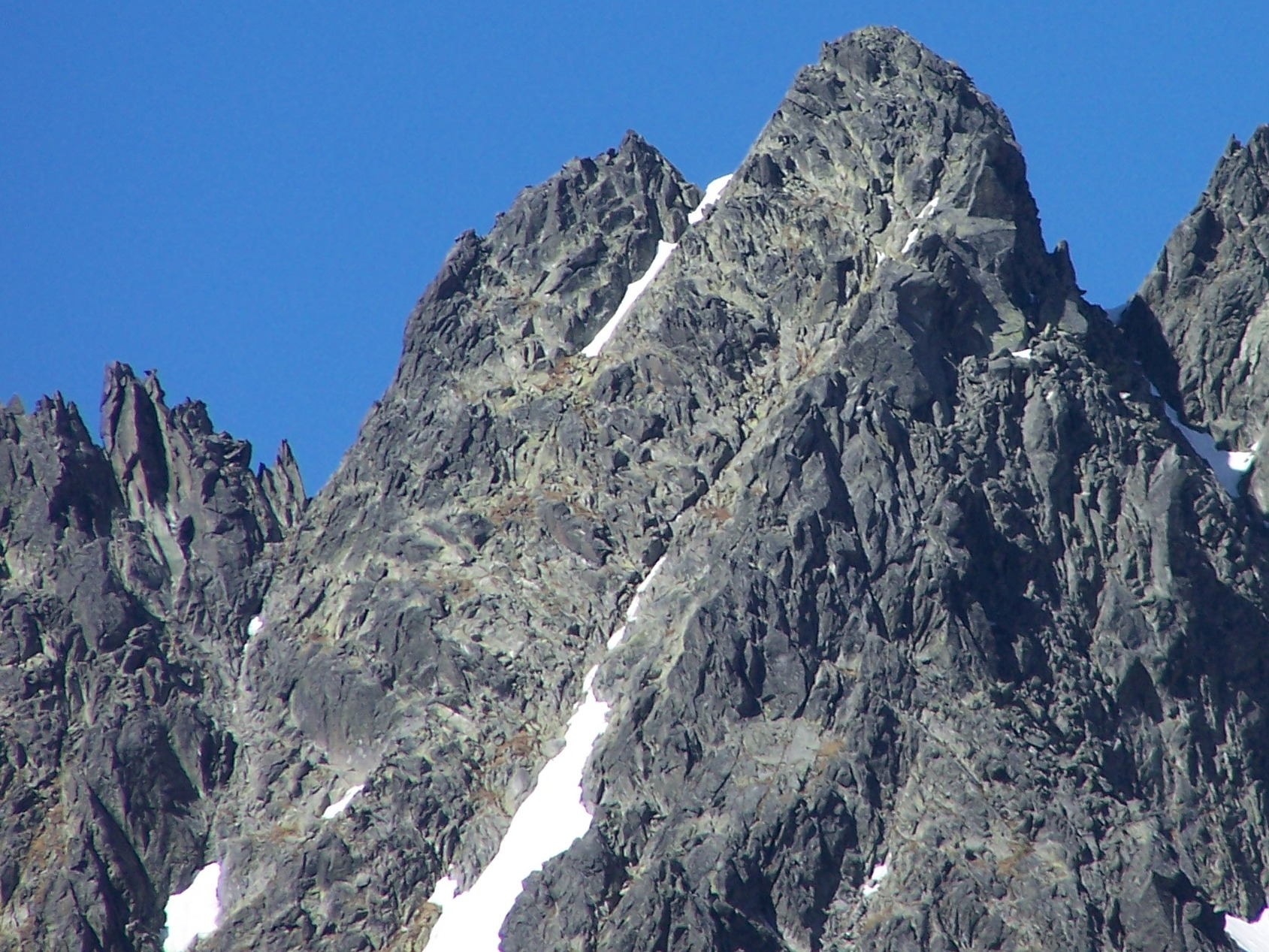
Widok ze Staroleśnego Szczytu